# Processo di Pradamano
Il processo di Pradamano fu il più importante intervento della giustizia militare volto a reprimere la presunta propaganda socialista tra le file del Regio Esercito nel corso della prima guerra mondiale. Si svolse tra la fine di luglio e l'inizio di agosto del 1917 presso Pradamano, in Friuli-Venezia Giulia, in quei mesi vicino alla linea del fronte italo-austriaco. Vi furono coinvolte 43 persone: 19 vennero processate dal Tribunale militare speciale di guerra del XXIV corpo d'armata; 14 comparvero di fronte al Tribunale ordinario di guerra del medesimo corpo; le persone restanti furono deferite ad altri collegi giudicanti. Il processo si concluse con pene piuttosto miti, sebbene lo stesso Capo di Stato maggiore Luigi Cadorna avesse richiesto pene il più severe possibili.

## Contesto
Il 1917 costituisce un anno cruciale per le sorti dell'esercito italiano nel corso della prima guerra mondiale: quasi due anni di conflitto durissimo iniziavano a lasciare i primi segni nel morale delle truppe italiane, con episodi di tipo insurrezionale, sia in ambito militare che civile, che misero in allarme le autorità e la classe dirigente. Nell'estate di quello stesso anno, sia le autorità civili che quelle militari si trovarono ad affrontare una situazione di stacco fra la volontà di guerra dei ceti dirigenti e la stanca obbedienza o i primi segnali di opposizione di parte della massa combattente. Emblematico fu l'episodio della rivolta della Brigata Catanzaro, avvenuta tra il 15 e il 16 luglio 1917 presso Santa Maria la Longa, definita come l'episodio più grave di ammutinamento avvenuto all'interno del Regio Esercito. Da questo periodo di instabilità era giustificata l'impennata delle norme emanate prima di Caporetto contro disertori e disfattisti e non poche colpe furono assegnate a questi ultimi nell'interpretazione delle cause della ritirata post disfatta.

## Il processo

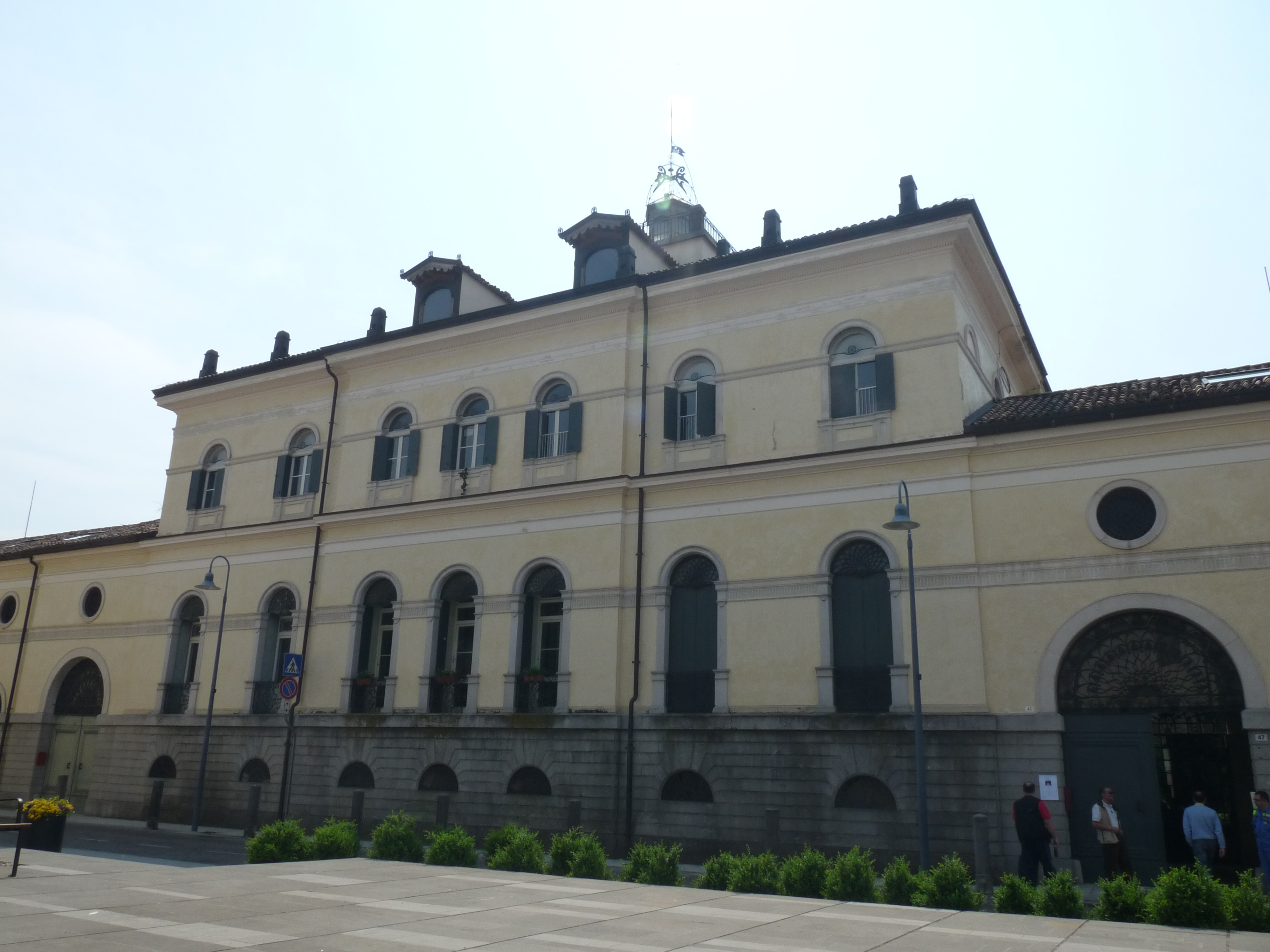
Villa Giacomelli (oggi) a Pradamano, all'epoca sede del comando del XXIV corpo d'armata.

Il processo ebbe inizio il 23 luglio 1917. L'accusa principale rivolta agli indagati era quella di aver fatto attiva propaganda «in zona di guerra, ed altrove [...], allo scopo di attuare i deliberati delle Conferenze socialiste internazionali di Zimmerwald, di Kienthal e del Bureau internazionale giovanile socialista di Zurigo, affermanti la necessità di imporre con tutti i mezzi la cessazione della guerra [...], esponendo in tal modo l'esercito a un manifesto pericolo, col menomare lo spirito combattivo delle truppe e lo spirito di disciplina e di devozione [...]». A occuparsi della vicenda fu il Tribunale militare speciale di guerra del XXIV corpo d'armata: questo genere di tribunali straordinari, composti da un presidente e cinque membri, erano i più adatti per infliggere pene capitali e potevano essere utilizzati in maniera distorta. I giudici, infatti, erano semplici ufficiali del reparto coinvolto, poiché non era richiesta alcuna competenza specifica in ambito giuridico; lo stesso valeva per il difensore. Essi, nel corso di tutto il primo conflitto mondiale, furono istituiti con grande frequenza dal momento che risultavano molto sbrigativi e le loro decisioni finali potevano essere influenzate piuttosto facilmente dai comandi che li convocavano. I soldati imputati, inoltre, vedevano in molti casi le loro garanzie estremamente ridotte a causa dell’estrema celerità nello svolgimento delle cause, le quali spesso apparivano come delle forme di giustizia sommaria.
Il processo di Pradamano fu ordinato dal Capo di stato maggiore Luigi Cadorna, intenzionato a trasformarlo in un processo al Partito Socialista Italiano, pretendendo che si concludesse con delle condanne a morte. Nonostante queste pressioni i membri del tribunale giudicarono in modo indipendente. Il proposito, inoltre, fu vanificato dalla grande rilevanza politica che proprio il Comando supremo aveva deciso di dare all'episodio: la pubblicità, la complessità del procedimento e la stessa scelta del luogo della corte (villa Giacomelli a Pradamano, sede del comando del XXIV corpo d'armata), evitarono che il tutto si concludesse in breve tempo e con una sentenza farsa. Lo stesso Partito Socialista, cosciente della portata dell'evento e delle possibili conseguenze politiche, si occupò del caso e provvide a organizzare un collegio di difesa che riuscì ad evitare le tre condanne a morte, i quattro ergastoli e le altre durissime pene detentive richieste dalla pubblica accusa.

### Accusati
La lista dei soldati accusati è riportata nel verbale del processo:
| Nome                 | Data di nascita   | Luogo di nascita     | Grado                                                                  |
| -------------------- | ----------------- | -------------------- | ---------------------------------------------------------------------- |
| Pietro Petrobelli    | 23 settembre 1894 | Schio                | caporalmaggiore nel 223º fanteria                                      |
| Pietro Pizzuto       | 9 gennaio 1891    | Ficarra              | caporale nel 223º fanteria                                             |
| Francesco De Marines | 3 novembre 1893   | Palermo              | sergente maggiore nel 223º fanteria                                    |
| Umberto Fiore        | 12 maggio 1896    | Giampilieri          | sottotenente nel 1º reggimento genio                                   |
| Pietro Nazzari       | 23 aprile 1892    | Venezia              | estraneo alla milizia                                                  |
| Pietro Silvestro     | 24 settembre 1891 | Messina              | estraneo alla milizia                                                  |
| Felice Elia          | 3 gennaio 1896    | Messina              | allievo ufficiale del XII corpo d'armata                               |
| Antonio Ballardin    | 10 dicembre 1894  | Schio                | caporale del 6º fanteria                                               |
| Domenico Cuffaro     | 1 gennaio 1892    | Cianciano            | soldato nel 6º fanteria                                                |
| Giuseppe Cauduro     | 28 maggio 1891    | Magrè                | soldato nel 79º fanteria                                               |
| Riccardo Walter      | 24 settembre 1895 | Schio                | soldato nel 1º gruppo di batterie a cavallo                            |
| Giuseppe Zordan      | 6 ottobre 1895    | Schio                | caporale nel 222º fanteria                                             |
| Gaspare Di Gaetano   | 13 settembre 1896 | Palermo              | soldato nel plotone di cura e convalescenziario di S. Placido Calonerò |
| Enrico Sanchez       | 18 maggio 1888    | Monreale             | estraneo alla milizia                                                  |
| Emilio Longo         | 1 ottobre 1894    | Mandanici            | estraneo alla milizia                                                  |
| Giorgio Trovato      | 23 marzo 1896     | Monforte San Giorgio | sottotenente di complemento nel 225º fanteria                          |
| Placido Pinizzotto   | 17 aprile 1897    | Monforte San Giorgio | aspirante ufficiale nel 33º fanteria                                   |
| Letterio Micali      | 13 giugno 1893    | Attolia              | soldato nella 30ª squadriglia aeroplani                                |
| Domenico Viotto      | 3 aprile 1897     | Quinto di Vicenza    | soldato nella 6ª compagnia teleferisti a Bassano                       |

## Vicende

### La scoperta delle lettere
Il giorno 24 marzo 1917 raggiunse i controlli della censura una lettera al soldato Angelo Pietrobelli, appartenente al 261º fanteria, contenente un foglio di carta dattilografato che cominciava con le parole "Patriottismo e governo" e presentava idee sovversive e antipatriottiche; la lettera era stata inviata da uno dei fratelli del Pietrobelli ed accennava inoltre a sottoscrizione a favore del giornale socialista Avanguardia. Quando venne perquisito dai Carabinieri, venne alla luce un'altra lettera che faceva riferimento a un foglio di incitamento alla ribellione e di richiesta di sottoscrizioni in denaro a favore dei giornali socialisti Avanti! e Avanguardia. Nell'interrogatorio successivo, Angelo ammise che le entrambe le lettere gli erano state inviate dal fratello Pietro Pietrobelli, ma sostenne di non aver fatto nulla di quanto richiesto, se non di aver inviato la sua quota ai giornali citati, in quanto appartenente al Partito Socialista.
Raggiunto anche il fratello Pietro, la vicenda si complicò quando furono ritrovate, tra i suoi effetti personali e quelli del caporale Pietro Pizzuto, numerose lettere e cartoline provenienti anche da soldati ed estranei alla milizia, alcuni dei quali già indagati per legami con le fazioni neutraliste: segnale di un tentativo di contatto con soldati di altri corpi dell'esercito stanziati in diversi fronti. 

### Il Pietrobelli e il Pizzuto
La ricostruzione delle vicende inizia pian piano a delinearsi nel verbale presentato nel corso del processo: il Pietrobelli avrebbe portato con sé, di ritorno da una licenza, una copia del manifesto della II Conferenza socialista internazionale di Zimmerwald, la quale, svoltasi tra il 25 e il 30 aprile 1916, si era rivolta ai «lavoratori di tutti i popoli» affinché si unissero e scendessero in campo per imporre una pace immediata senza annessioni e un rapido armistizio. Lo scopo era quello di produrne numerose copie per diffonderlo tra i suoi camerati. Utilizzando la macchina da scrivere, produsse numerose copie che inviò a una serie di personaggi poi citati in giudizio nel corso del processo; il principale indiziato, tuttavia, non si limitò a copiare il manifesto, ma scrisse addirittura una poesia dal titolo "Guerra e pace" e compilò numerose lettere inviate ad altri affiliati al partito estranei alla milizia e a chi si mostrasse di idee diverse «incitando tutti contro la guerra, alla ribellione [...], incoraggiando le donne ad adoperarsi per la pace, auspicando la rivoluzione». Pietro Pizzuto, caporale dello stesso reparto di fanteria, dal canto suo, cercava di sostenere l'operato di Pietrobelli instaurando una fitta corrispondenza con altri sostenitori della causa.

### Una vasta rete di comunicazioni
Dall'analisi della corrispondenza, il tribunale ricavò via via i nomi degli altri 17 indagati, tutti entrati in qualche modo in contatto con il Pietrobelli o il Pizzuto: Francesco De Marines, Gaspare Di Gaetano ed Enrico Sanchez, mentre erano in licenza, tentarono di far stampare, per poterla poi distribuire, la poesia A lavoratori soldati e intervennero, il 25 marzo 1917, all'assemblea Partito Socialista Italiano in cui si deliberava di affrettare il più possibile il ristabilimento della pace. Numerosi soldati indagati erano in diretta comunicazione epistolare con i due protagonisti, dai quali ricevevano nuove comunicazioni su come diffondere il sentimento di non belligeranza e di emulazione dei primi segnali di rivoluzione provenienti dalla Russia: alcuni di questi soldati erano già sotto osservazione da parte del Comando centrale per la loro renitenza alle armi o per manifesta appartenenza a gruppi socialisti, come Pietro Nizzardi, già incarcerato prima a Firenze e poi in Sicilia per aver compiuto un'intensa attività propagandistica contro l'entrata in guerra dell'Italia nel maggio 1915 o Giorgio Trovato, iscritto al Circolo giovanile socialista di Messina.

## La sentenza
Il tribunale, pur ammettendo di non aver indagato su tutti i membri coinvolti in questa fitta rete di corrispondenza, fu tuttavia convinto che «gli ideatori e gli agenti principali di quella propaganda che ha inizio nel febbraio di questo anno (1917) e termina solo all'atto del loro arresto», fossero proprio il Pietrobelli e il Pizzuto. All'interno della commissione giudicante si accese un dibattito su quale fosse il principale capo d'accusa da assegnare ai due soldati: l'accusa era quella di tradimento e, in particolare, l'articolo 72 del Codice militare, al punto 7, stabiliva che fosse punito chi avesse esposto l’esercito a un qualche tipo di pericolo con il suo agire, chi avesse compromesso il buon esito di un'operazione o chi avesse facilitato le manovre offensive o difensive del nemico. Per la giuria non c'erano dubbi: fare propaganda contro la guerra, spingere i propri commilitoni a ribellarsi, descrivere i soldati come tutti pronti a deporre le armi costituivano senza dubbio dei casi di «menomazione dello spirito combattivo delle truppe e dello spirito di disciplina e di devozione della popolazione». La sola possibilità che il reato portasse a tali conseguenze era una motivazione più che sufficiente per incriminare i due soggetti e i vari complici del reato di tradimento. I giudici, tuttavia, si trovarono in difficoltà nel momento di analizzare l'elemento intenzionale del reato: l'art. 74 dello stesso Codice, infatti, ripeteva le stesse ipotesi dell'art. 72 con l'aggiunta dell'espressione «senza intenzione di tradire». Appariva chiaro che da parte dei responsabili non ci fosse l'intenzione di tradire, ma solo il proposito di obbedire agli ideali del proprio partito e alle proprie concezioni politiche: era necessario, quindi, fare riferimento all'art. 74 e non al 72.
Il caporal maggiore Pietro Pietrobelli e il caporale Pietro Pizzuto furono così condannati, il 2 agosto 1917, con l'accusa di tradimento per aver fatto «senza intenzione di tradire e per motivi inescusabili», attiva propaganda delle idee socialiste, «esponendo in tal modo una parte dell'esercito ad un manifesto pericolo [...]», rispettivamente a 15 e 12 anni di reclusione ed entrambi alla rimozione dal grado. I soldati Felice Elia, Placido Pinizzotto, Emilio Longo, Giorgio Trovato e Domenico Viotto furono assolti per non aver commesso il reato o per non provata reità. I rimanenti accusati ricevettero tutti dai 10 anni ai 4 mesi di carcere, in base al livello di partecipazione riscontrato dalle indagini; alcuni subirono anche la pena della rimozione del grado.